# نهال (فیلم)
نهال (به هندی: Ankur) فیلمی محصول سال ۱۹۷۴ و به کارگردانی شیام بنگال است. در این فیلم بازیگرانی همچون آنانت ناگ، شبانه اعظمی، سادو مهر، پریا تندولکار، دالیپ تاهیل ایفای نقش کرده‌اند.